# Dust Bowl

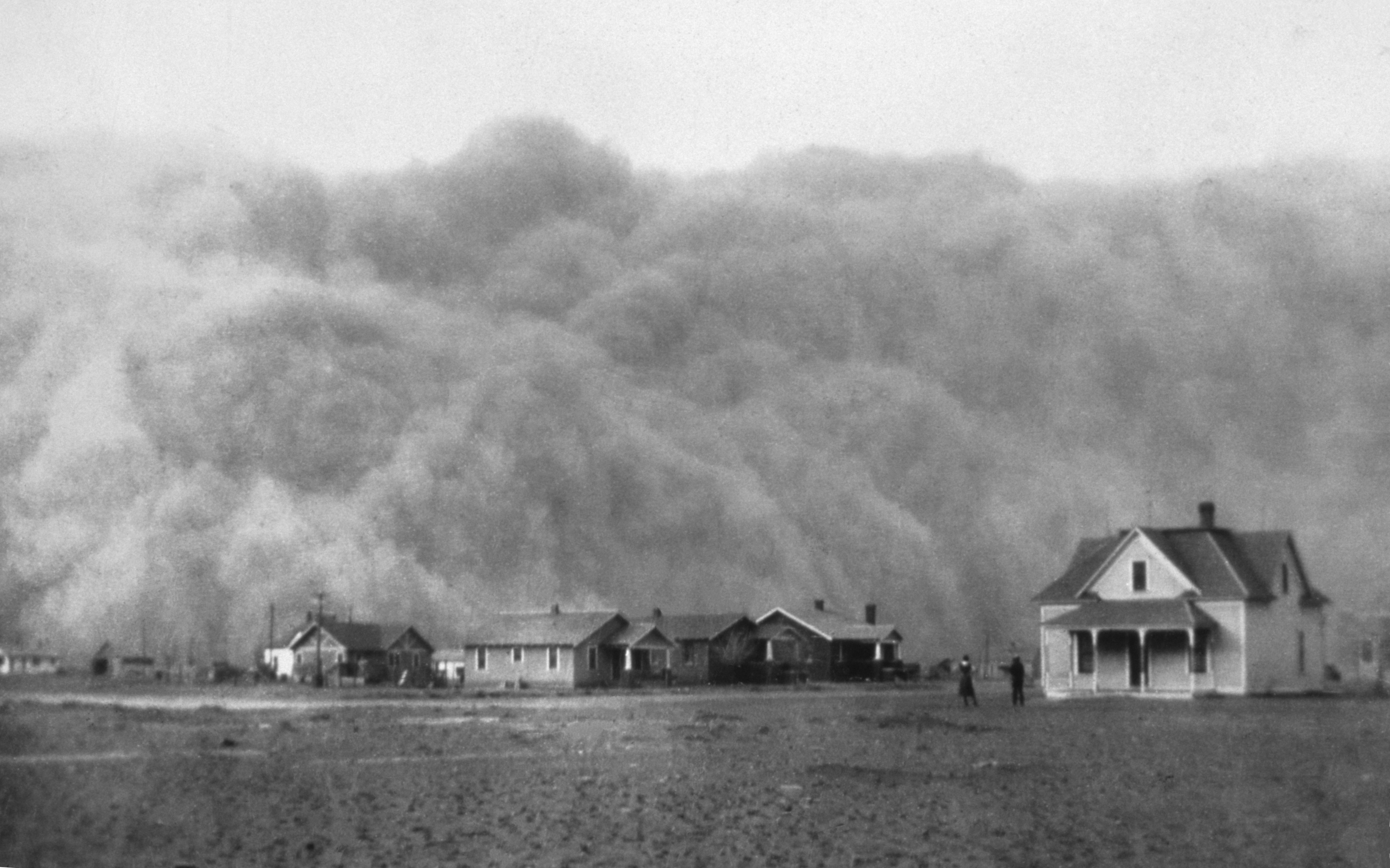
Front d'une tempête de poussière dans le Texas, 18 avril 1935.

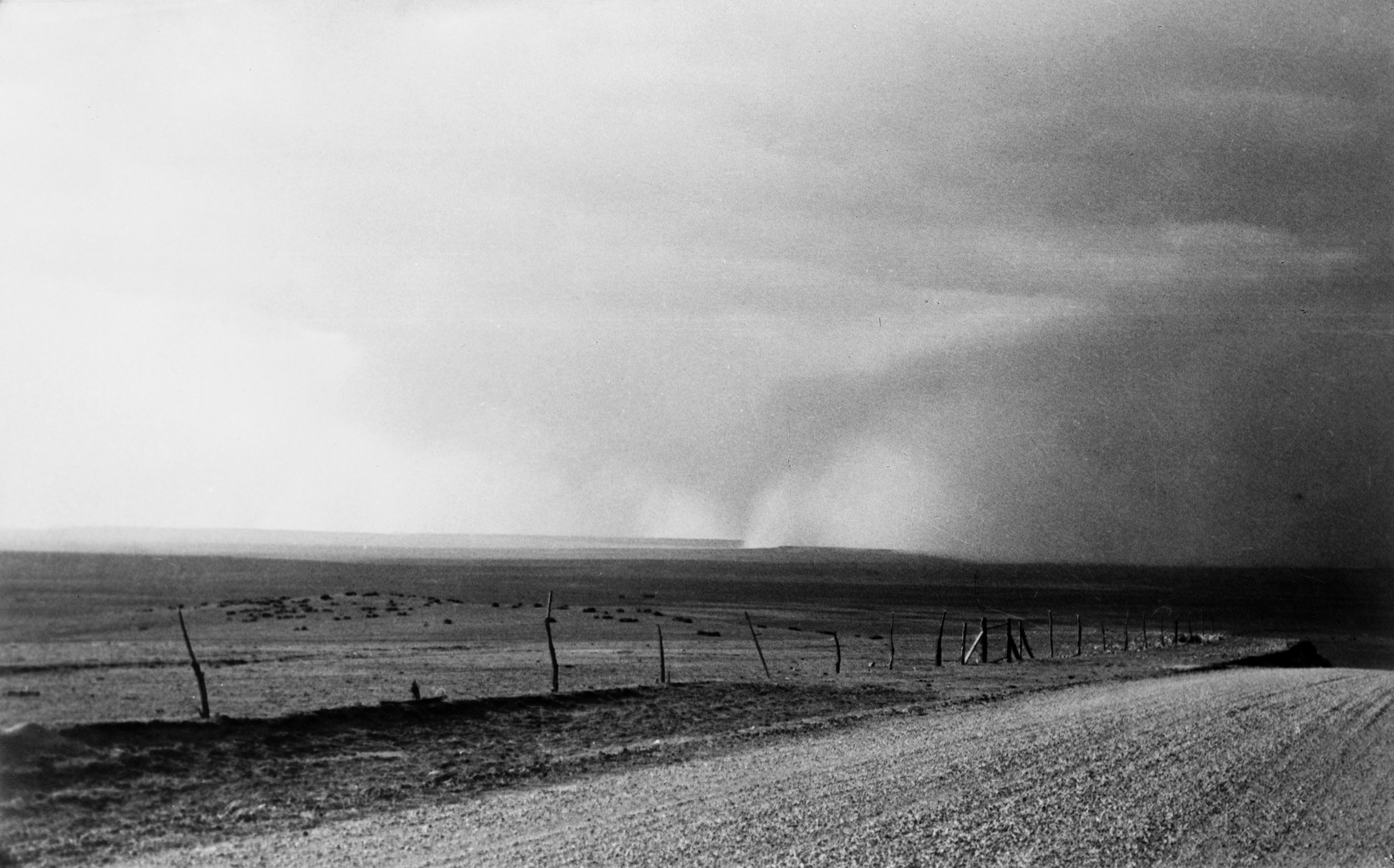
Dust Bowl près de Mills, Nouveau-Mexique, mai 1935.

Le Dust Bowl (« bassin de poussière ») est une série de tempêtes de poussière provoquant une catastrophe écologique et agricole dans les années 1930, en particulier dans une région à cheval sur l'Oklahoma, le Kansas et le Texas. On nomme la période correspondante les Dusty Thirties.
Ces tempêtes de poussière ont été provoquées par des pratiques agricoles mécanisées en zone aride favorisant  l'érosion éolienne. Combinées à trois vagues de sécheresse exceptionnelle (1934, 1936 et 1939-1940), ces méthodes ont gravement endommagé l'agriculture des prairies américaines et canadiennes. Certaines régions des Hautes Plaines ont connu jusqu'à huit années de sécheresse.
Ce phénomène s'est ajouté aux conséquences de la Grande Dépression, après le krach de 1929, et à l'exode rural provoqué par l'usage massif de l'agriculture mécanisée sur des exploitations agricoles de grande taille.

## Contexte écologique et économique
« Une nation qui détruit ses sols s'autodétruit (A nation that destroys its soils destroys itself). »

— président américain Franklin Delano Roosevelt, 1937

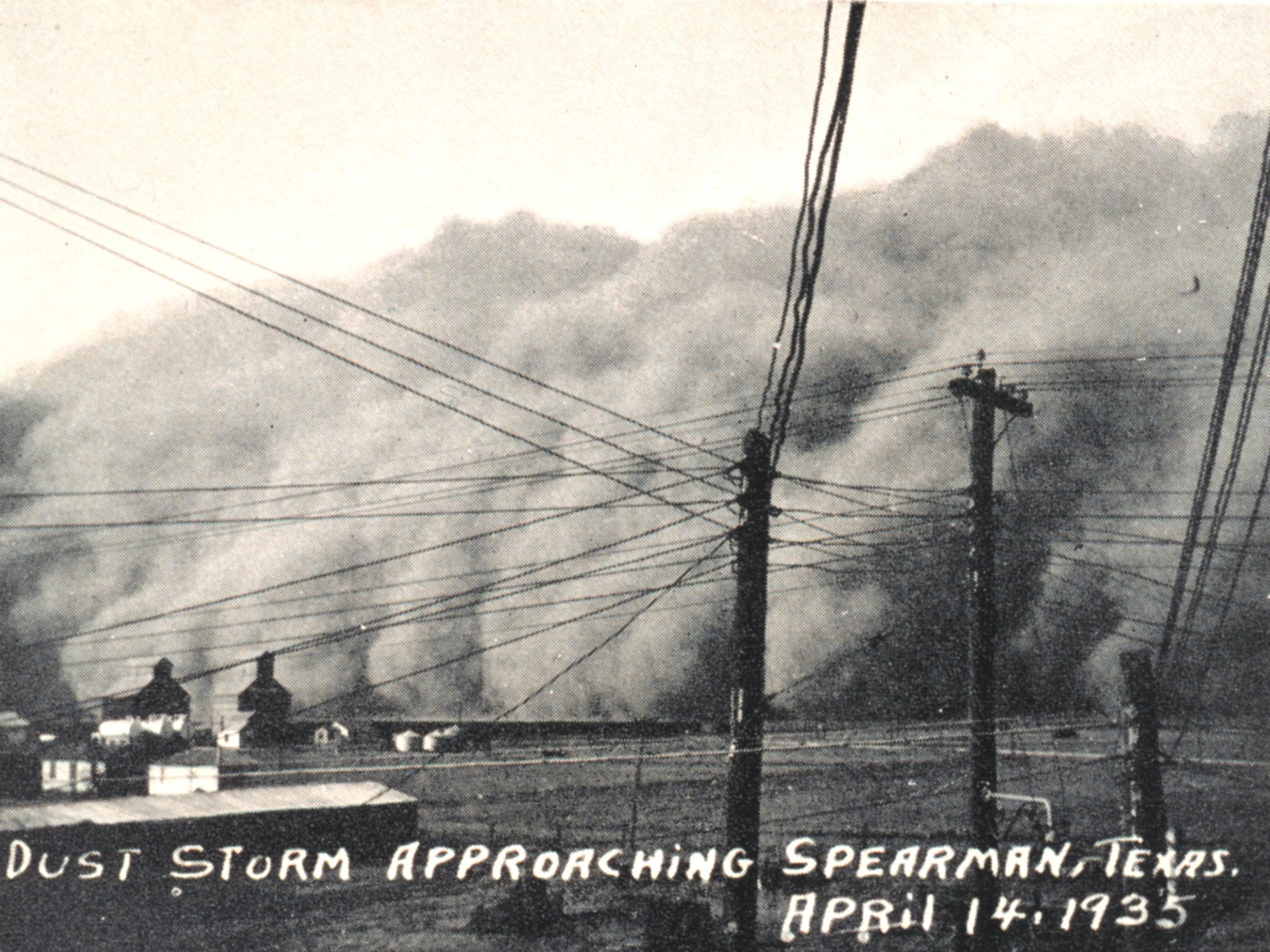
Tempête de poussière arrivant sur Spearman (Texas). 14 avril 1935.

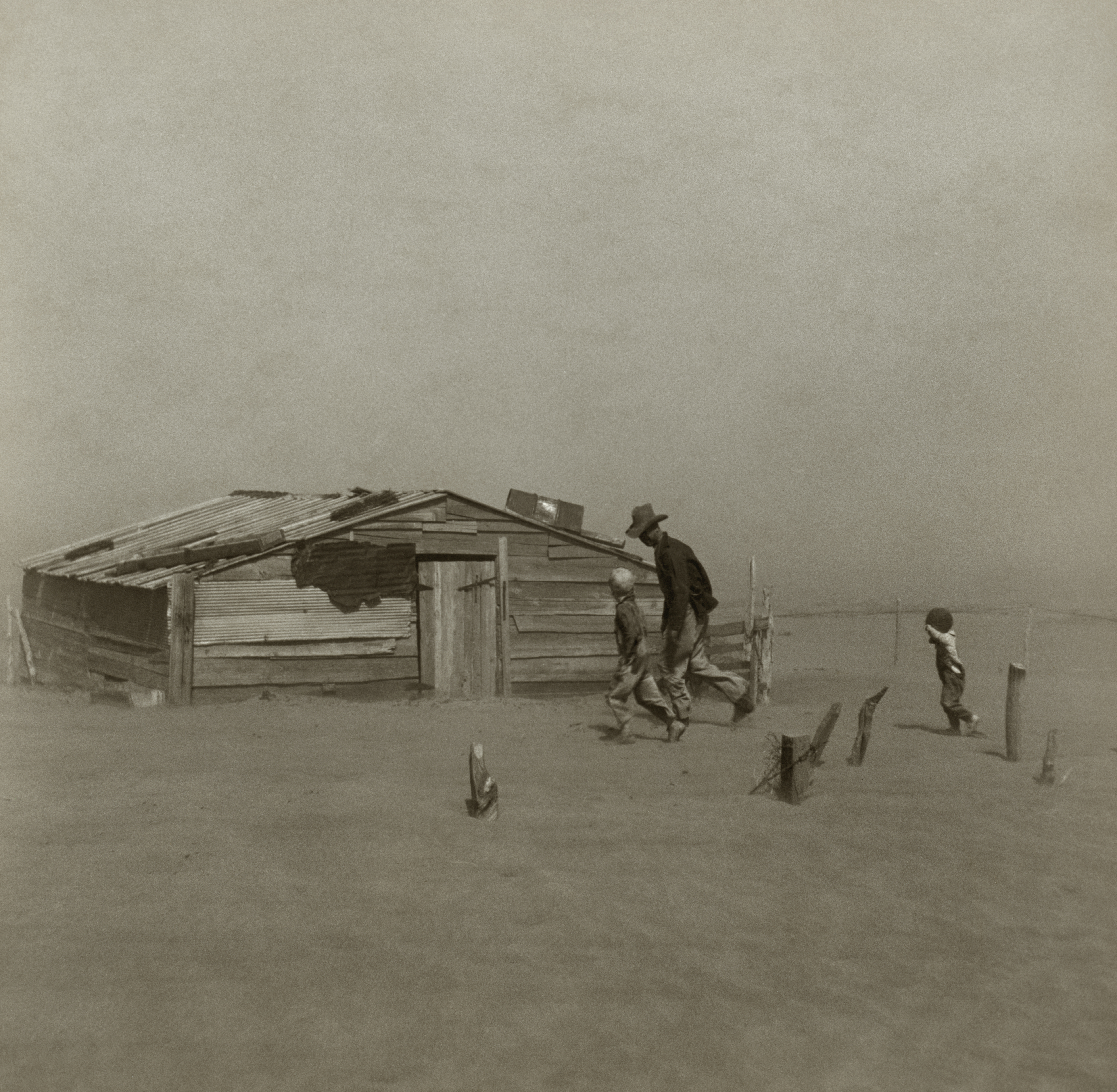
Fermier et ses enfants, pris dans une tempête de poussière dans le comté de Cimarron (Oklahoma). Avril 1936.

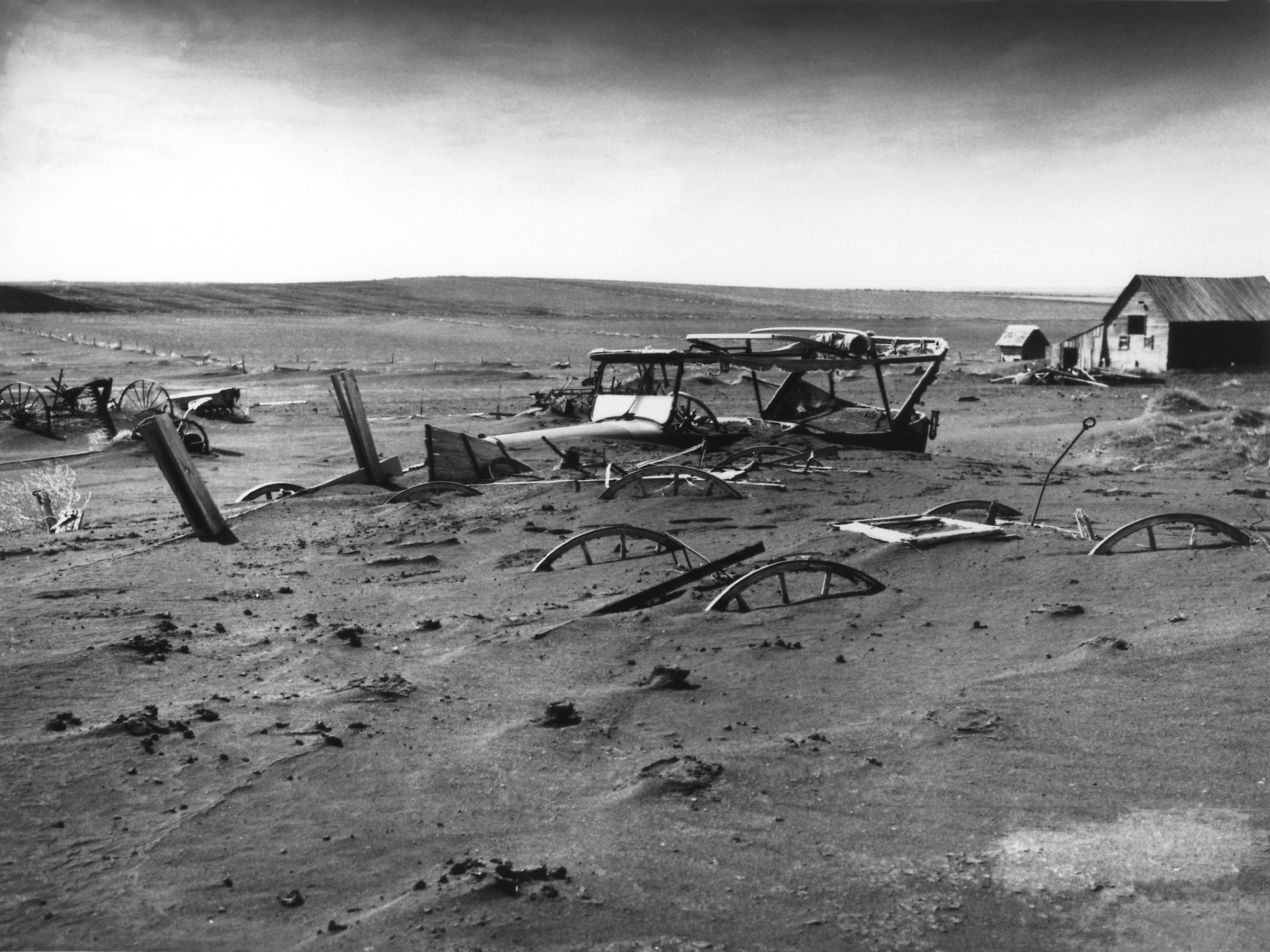
Ensevelissement dû à une tempête de poussière à Dallas (Dakota du Sud). Mai 1936.

À l'origine, les plaines du Sud (Southern Plains (en)) étaient des prairies où paissaient les bisons et vivaient des Amérindiens nomades. L'irrégularité des précipitations, les sols légers et les vents forts ne se prêtent pas aux activités agricoles. Mais, dans les années 1900, le faible coût de la terre, des chutes de pluie importantes, le progrès du machinisme agricole, y attirent des immigrants. La récession d'après la Première Guerre mondiale a conduit les agriculteurs au début des années 1920 à essayer de nouvelles techniques agricoles mécanisées, dont le tracteur Fordson F dès 1918 ou le McCormic Farmall dès 1923 qui pouvaient tirer des disques et des charrues. Beaucoup vont ainsi acheter des charrues et d'autres équipements agricoles, et entre 1925 et 1930, plus de 2 000 000 acres (809 000 ha) de terres auparavant non cultivées (une prairie d'herbes naturelles résistantes à la sécheresse) ont été labourées pour céder la place à des champs de céréales, faisant de la région le cœur agricole des États-Unis.
Là-dessus survient la Grande Dépression qui fait suite au krach de 1929. Les masses populaires américaines sont alors souvent jetées dans la grande pauvreté, leur consommation alimentaire est extrêmement réduite. Fâcheux concours de circonstances, les agriculteurs ont produit des récoltes record au cours de la saison 1931, mais avec la crise, elles se transforment en surproduction,. Pour compenser cette baisse de leurs recettes, les agriculteurs augmentent encore leurs surfaces cultivées.
Les récoltes ont commencé à baisser avec le début de la sécheresse fin 1931, exposant les terres agricoles nues et sur-labourées après les récoltes. Sans herbes de prairie profondément enracinées pour maintenir le sol en place, il a commencé à s'envoler. Ainsi, l'agriculture basée sur la charrue dans cette région fait qu'en 1932, 14 tempêtes de poussière, connues sous le nom de blizzards noirs (black blizzards), emportent une grande partie de la couche arable fertile, laissant la terre vulnérable à la sécheresse et appauvrie, alors que les cultures étaient en pleine croissance. Malheureusement, de 1931 à 1937,, la région est ravagée par la sécheresse,, qui laisse les terres à nu, exposées au soleil et aux vents. Et, en un an seulement, le nombre de tempêtes de poussière est passé à près de 40.
Ces blizzards noirs détruisent récoltes et pâturages et ensevelissent habitations et matériel agricole. La région concernée englobe les panhandles (« queues de poêlon ») de l'Oklahoma et du Texas, ainsi que le sud-ouest du Kansas, le sud-est du Colorado et le nord-est du Nouveau-Mexique.
Des millions de personnes ont fui les régions touchées. Le gouvernement met alors en place des programmes d'aide pour les soutenir. En 1937, un bulletin de la Works Progress Administration (WPA) a indiqué que 21% de toutes les familles rurales des Grandes Plaines recevaient une aide d'urgence fédérale, mais ce n'est qu'en 1939, lorsque la pluie est revenue, que les secours sont effectivement arrivés. La sécheresse des années 1930 et ses impacts associés ont finalement commencé à s'atténuer au printemps 1938. En 1941, la plupart des régions du pays recevaient des précipitations proches de la normale.

## Conséquences

Carte des états et comtés touchés par le Dust Bowl entre 1935 et 1938. Cette carte a été préparée par le Soil Conservation Service. Les comtés les plus sévèrement touchés sont en rouge.

Des milliers de fermiers sont jetés sur les routes, en direction de l'ouest. On pense qu'environ trois millions de personnes ont ainsi migré, notamment vers la Californie, en empruntant la Route 66, à l'époque l'axe principal est–ouest du pays. Les fermiers les plus touchés sont originaires de l'Oklahoma (environ 15 % de la population de l'État) et de l'Arkansas. On les surnomme respectivement les Okies et les Arkies.
Plus généralement, la crise qui touche l'Amérique des campagnes est mise en images. En 1935, durant la présidence de Franklin Delano Roosevelt, la Farm Security Administration recrute des équipes de photographes qui vont sillonner les régions qui accueillent des travailleurs migrants et leurs familles, et leurs photographies seront publiées avec des commentaires et sur des supports variés, journaux, revues, livres, le but étant de toucher les politiques et que de l'aide soit apportée aux plus démunis. Ces photographes ont laissé des photographies documentaires mémorables, celles de Dorothea Lange, et sa célèbre « Mère migrante » de 1936, Walker Evans qui publie, avec le texte de James Agee, Let Us Now Praise Famous Men : Three Tenant Families en 1936 aussi, Arthur Rothstein (Fleeing a dust storm, Fuir une tempête de poussière) mais aussi Russell Lee et Ben Shahn.

## Solutions
Cette catastrophe serait due, pour tout ou partie, au surlabourage, source d'une érosion très importante. Lorsque l'érosion était trop grave et qu'elle concernait des sols vulnérables (limons fins), la solution fut souvent, dans un premier temps, de pratiquer la « culture en courbes de niveau » (contour plowing) avec des alternances charrue–instrument à dents, ou une « culture alternée », consistant à répartir, le long des pentes, des zones portant des cultures différentes ou intégrant des bandes en jachère (« culture en bandes », strip cropping).
Dès qu'il fut possible d'assurer un contrôle efficace des mauvaises herbes, la culture sans labour, voire le semis direct, se développèrent. Le gouvernement américain prôna également une réduction draconienne du bétail, afin d'alléger la charge de culture. Une vaste campagne d'afforestation, nommée « projet Shelterbelt », fut lancée dans les Grandes Plaines, de la frontière canadienne jusqu'au Texas, afin de freiner l'érosion des sols.
La crise écologique provoquée par le Dust Bowl conduisit le gouvernement américain à créer le Soil Conservation Service, appelé aujourd'hui « Natural Resources Conservation Service (en), une agence chargée de la sauvegarde des ressources naturelles et de l'environnement et dépendant du ministère de l'Agriculture.
Cette période des années 1930 a profondément marqué l'écologie scientifique nord-américaine.

## À travers la photographie, la littérature, le cinéma et la musique

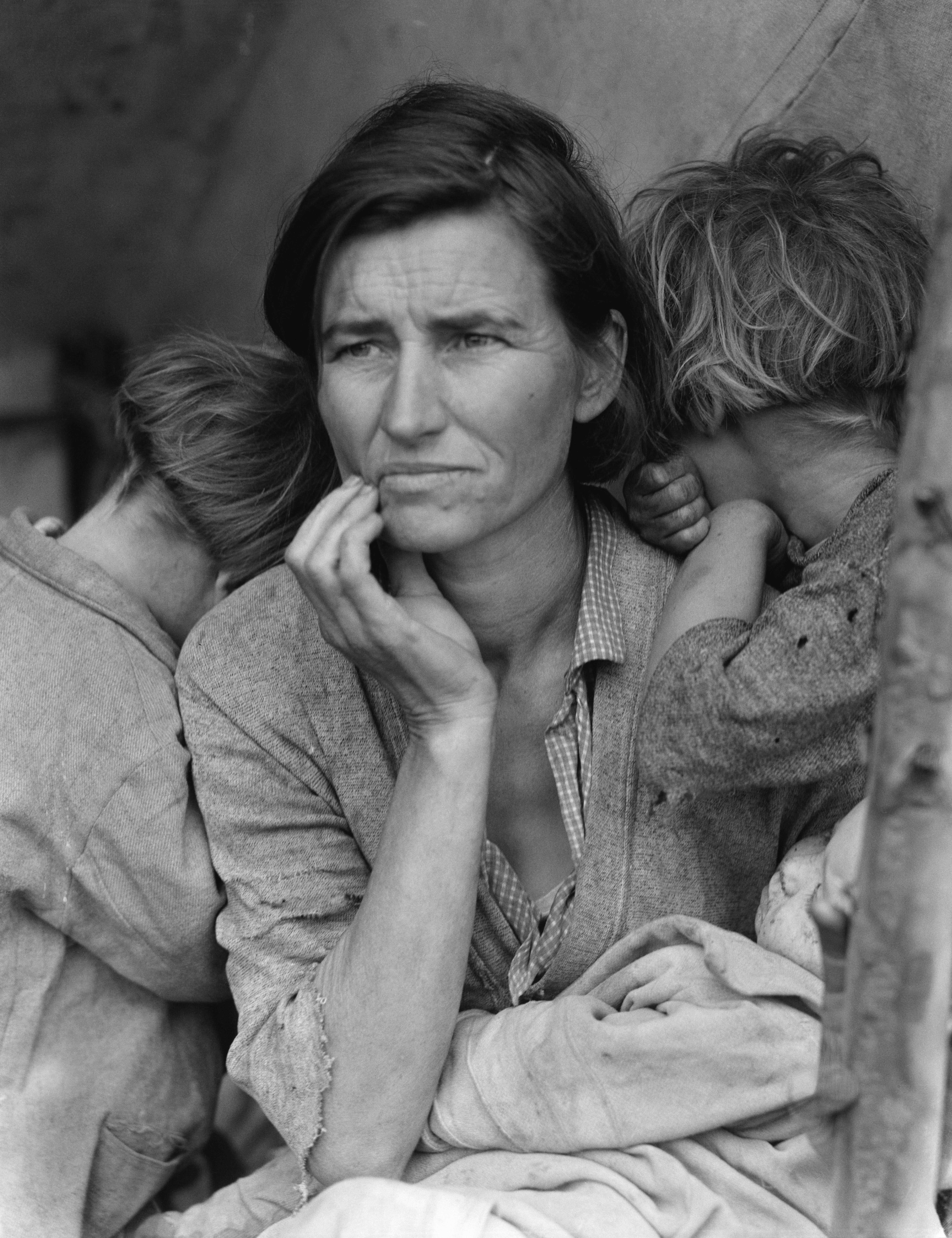
Florence Owens Thompson, Mère migrante (Migrant Mother), photographie de Dorothea Lange prise en 1936.

### Photographie
Le Dust Bowl et la crise qui en résulta furent illustrés par les photographes employés par la Farm Security Administration, parmi lesquels Dorothea Lange et Walker Evans.

### Littérature
Les critiques appellent parfois la « trilogie du travail » (labor trilogy) ou la « trilogie du Dust Bowl » (Dust Bowl trilogy) la période la plus sociale de l'œuvre de John Steinbeck, avec En un combat douteux (1936), Des souris et des hommes (1937) et Les Raisins de la colère (1939) qui décrivent cette période de l'histoire américaine. Dans Les Raisins de la colère, la Route 66 y est The Mother Road (la « route-mère »), toutes les routes secondaires débouchant sur elle.
De nombreux autres auteurs évoquent la migration vers l'Ouest de milliers d'ouvriers agricoles itinérants pauvres (les Okies) fuyant le Dust Bowl : Deserts on the March de l'écologue Paul Sears (en) (1935), Plowman's Folly d'un pionnier du semis direct Edward H. Faulkner (1943).
Plus récemment, le roman graphique Jours de sable d'Aimée de Jongh, paru en 2021, traite également du sujet, ainsi que le roman historique de Kristin Hannah, "Les vents de sable", paru en 2023.

### Cinéma
Deux documentaires ont été réalisés sur le sujet par Pare Lorentz :
- 1936 : The Plow That Broke the Plains (en)
- 1938 : The River

En 1940, sortent au cinéma :
- Les Raisins de la colère, film réalisé par John Ford à partir du roman éponyme de John Steinbeck. Ce film raconte l'histoire de la famille Joad fuyant la crise économique et le Dust Bowl pour gagner la Californie.
- Les Déracinés, film réalisé par Bernard Vorhaus, qui évoque l'exode d'habitants du Dakota du Nord jusqu'en Oregon à cause du Dust Bowl.

En 2024 sort le thriller psychologique Hold Your Breath, réalisé par Karrie Crouse et Will Joines, qui se déroule dans les années 1930 dans un Oklahoma balayé par le Dust Bowl.

### Musique
Les immigrants de l'Oklahoma et de l'Arkansas apportèrent avec eux en Californie leur musique country. Dans les années 1950, cela donna naissance au Bakersfield sound, en opposition au Nashville sound.
L'œuvre de Woody Guthrie est fortement marquée par sa propre expérience du Dust Bowl. Il a également consacré une chanson à Tom Joad, l'un des protagonistes des Raisins de la Colère.
Le groupe Mumford and Sons a également produit une chanson, Dust Bowl Dance, dans leur album Sigh no More en 2009.
L'autrice-compositrice-interprète Ethel Cain a publié une chanson intitulée Dust Bowl en 2022.

## Dans la culture de masse
Le film de science-fiction Interstellar sorti en 2014 montre une Amérique ravagée par des tempêtes de poussière. Le film reprend des interviews du film documentaire de Ken Burns The Dust Bowl (en), sorti en 2012.
L'auteur américain Dan Simmons évoque ce phénomène dans son roman Collines noires (Black Hills) paru en 2010. Une gigantesque tempête de poussière y est décrite de manière spectaculaire et avec réalisme.
Un album de Joe Bonamassa, chanteur et guitariste de blues rock américain, porte le nom de Dust Bowl.